# Huelga de Bandas
La Huelga de Bandas fue una huelga realizada por la plantilla de la empresa Laminación de Bandas en Frío ubicada en Etxebarri, Vizcaya, desde el 30 de noviembre de 1966 hasta el 15 de mayo de 1967. Con sus 163 días de duración, fue el conflicto laboral más largo durante el franquismo.

## Antecedentes
Laminaciones de Bandas en Frío fue una empresa dedicada a la fabricación de bobinas de hojalata, con capital de Altos Hornos de Vizcaya (66,6%) y La Basconia (33,3%). El sueldo era bajo, pero los obreros compensaban el salario pobre con las primas por producción. Ese sistema cambió cuando Fernando Gondra sustituyo a Elorduy como director de la empresa. Antes de la huelga de 1966 hubo otros precedentes como el paro de 13 días en el año 64.

## La huelga
La huelga tuvo su origen dos años antes con un cambio en la dirección empresarial, pasando Basconia S.A. a controlar la empresa. La rebaja salarial y el endurecimiento del régimen disciplinario fueron el germen del malestar de la plantilla, los primeros conflictos y los primeros paros. Los trabajadores comenzaron a organizarse en asambleas y surgieron los primeros líderes de las movilizaciones vinculados a la HOAC (Hermandad Obrera de Acción Católica), la JOC (Juventud Obrera Cristiana), la USO (Unión Sindical Obrera) o al Partido Comunista.
Como consecuencia de la reducción de las primas, el 30 de noviembre de 1966 en el turno de noche, los trabajadores de producción iniciaron la huelga. La empresa respondió al paro con medidas coactivas, como suspensión de empleo y sueldo de los huelguistas, amenaza de despido y negativa a entablar negociaciones; esto provocó la radicalización del conflicto.
Los trabajadores realizaban asambleas diarias, y desde el 1 de diciembre editaron y distribuyeron diariamente una hoja informativa que contribuyó al mantenimiento de la unidad de los trabajadores y la extensión de la red de solidaridad con los huelguistas en otras fábricas, e incluso en otras provincias. Las mujeres de los trabajadores participaban también en estas actividades, formando una red de apoyo incluso económico que permitió a los huelguistas continuar con el paro durante los 6 meses.
El 2 de diciembre se produjo el desalojo de los huelguistas del interior de la fábrica por parte de la Guardia Civil. Por su parte, las mujeres de los huelguistas ocuparon la sede del Sindicato Vertical de Basauri.
Una resolución de la Delegación de Trabajo estableció la ilegalidad de la reducción de las primas pero, sin embargo, la empresa se negó a la readmisión de 34 trabajadores, por lo que el resto de la plantilla se negó a incorporarse y continuaron con la huelga bajo el lema “Todos o ninguno”
564 trabajadores huelguistas despedidos denunciaron a la empresa por despido improcedente. Fueron defendidos por abogados laboralistas de renombre, como José Ramón Recalde y Joaquín  Ruiz-Giménez. Sin embargo la Magistratura falló a favor de la empresa y la plantilla continuó con la huelga. Agustín Ibarrola apoyó la huelga participando en las manifestaciones y realizó un grabado titulado “Magistratura de Trabajo contra los trabajadores de Bandas”. 
Se produjeron paros en solidaridad con la huelga de Bandas en otras empresas como Euskalduna o la Naval. Se convocaron manifestaciones de apoyo en Bilbao, Basauri, Baracaldo o Sestao. La represión por parte de la Guardia Civil y la policía secreta fue también en aumento. El 12 de marzo de 1967 fueron detenidos más de 200 representantes obreros en una reunión en La Arboleda. La detención masiva provocó la convocatoria el 4 de abril de una huelga general por parte de CCOO, que fue secundada por 23 empresas y una manifestación en Bilbao que fue duramente reprimida por la policía, deteniendo a numerosos manifestantes, entre ellos Agustín Ibarrola y Josu, hermano del artista y uno de los fundadores de las Comisiones Obreras de Vizcaya, también apoyó la huelga; siendo finalmente ambos hermanos juzgados y encarcelados durante varios años.
La dura represión fue criticada por algunos párrocos que apoyaron a los huelguistas, cediendo las propias parroquias para las asambleas o las multicopistas que utilizaban para las hojas parroquiales para que los huelguistas pudieran imprimir de hojas informativas diarias. El 12 de abril varias decenas de párrocos de Vizcaya se manifestaron frente al Gobierno Civil provincial en contra de la represión violenta de la huelga y las manifestaciones.
El 21 de abril tras las sucesivas huelgas y manifestaciones el gobierno franquista decretó el Estado de Excepción que dio lugar a una ola de detenciones. Por su parte la empresa amenazó con desahuciar a las familias de los huelguistas de las viviendas facilitadas por la propia empresa. Esto provocó que la huelga fuera desconvocada el 15 de mayo y la mayoría de huelguistas pidieran la readmisión en la empresa.
Tanto Altos Hornos como La Basconia fueron absorbidas por Arcelor Mittal.

## Filmografía
- 2017 Documental "163 días: la huelga de Bandas" (Doxa Producciones)